# Elecciones parlamentarias de Portugal de 1915

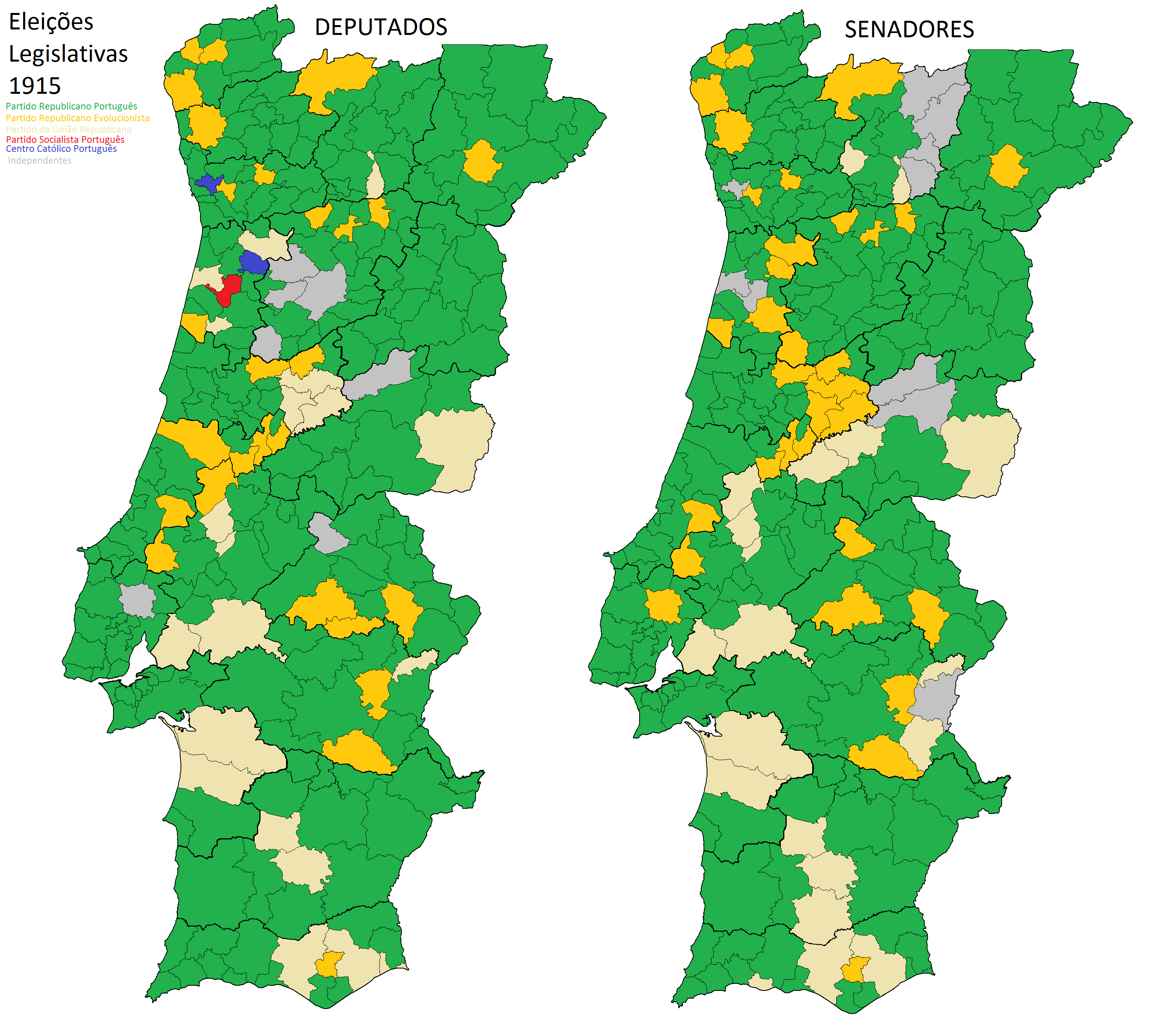
Partido más votado en cada municipio de Portugal continental, para la Cámara de Diputados y para el Senado.

Las elecciones parlamentarias de Portugal de 1915 se celebraron el 13 de junio de ese año. El resultado fue una victoria para el Partido Democrático (formalmente llamado Partido Republicano Portugués), que obtuvo 106 de los 163 escaños de la Cámara de Diputados y 45 de los 69 escaños en el Senado. Los diputados fueron elegidos en círculos con listas uninominales y plurinominales. Fueron las primeras elecciones parlamentarias después de la entrada en vigor de la Constitución republicana de 1911 y las primeras después de las elecciones a la Asamblea Constituyente de 1911.
El nuevo parlamento comenzó sus sesiones el 2 de noviembre de 1915 y se mantuvo en funciones hasta su disolución en el 6 de diciembre de 1917 a raíz del golpe de Estado de Sidónio Pais.

## Resultados
| Partido                              | Cámara de Diputados | Cámara de Diputados | Cámara de Diputados | Cámara de Diputados | Senado  | Senado | Senado  | Senado |                   |
| Partido                              | Votos               | %                   | Escaños             | +/–                 | Votos   | %      | Escaños | +/–    | Fuentes           |
| ------------------------------------ | ------------------- | ------------------- | ------------------- | ------------------- | ------- | ------ | ------- | ------ | ----------------- |
| Partido Democrático                  | 176.939             |                     | 106                 | Nuevo               |         |        | 45      | -      | [ 2 ] [ 3 ] [ 4 ] |
| Partido Evolucionista                | 62.845              |                     | 26                  | Nuevo               |         |        | 9       | -      | [ 2 ] [ 3 ] [ 4 ] |
| Unión Republicana                    | 41.865              |                     | 15                  | Nuevo               |         |        | 11      | -      | [ 2 ] [ 3 ] [ 4 ] |
| Partido Socialista Portugués         | 5.141               |                     | 2                   | 0                   |         |        | 0       | -      | [ 2 ] [ 3 ] [ 4 ] |
| Centro Católico Portugués            | 11.463              |                     | 1                   | Nuevo               |         |        | 1       | Nuevo  | [ 2 ] [ 3 ] [ 4 ] |
| Otros partidos e independientes      | 17.698              |                     | 13                  | +10                 |         |        | 3       | -      | [ 2 ] [ 3 ] [ 4 ] |
| Votos invalidos o en blanco          |                     | –                   | –                   | –                   |         | –      | –       | –      |                   |
| Total                                | 282.387             | 100                 | 163                 | +8                  | 276.188 | 100    | 69      | Nuevo  | [ 2 ] [ 3 ] [ 4 ] |
| Votantes registrados / participación | 471.557             | 59,9                | –                   | –                   | 471.557 | 58,6   | –       | –      | [ 3 ]             |

Nota 1: El número de votantes en cada partido, mencionados en esta tabla, incluye Portugal continental, las Azores y Madeira y excluye las colonias portuguesas.
Nota 2: En esta tabla, en respecto al número total de electores registrados, así como al número de votantes en estas elecciones, sólo se incluye Portugal continental.